# أونج تنغ تشيونغ
أونج تنغ تشيونغ (بالإنجليزية: Ong Teng Cheong) (و. 1936 – 2002 م) هو مهندس معماري، وسياسي من سنغافورة .
تولى منصب رئيس سنغافورة (1993-09-01–1999-08-31)، ورؤساء وزراء سنغافورة (1985-01-02–1993-09-01).
كان أونغ أول رئيس لسنغافورة يُنتخب بالتصويت الشعبي وأدى اليمين الدستورية بصفة رئيس في 1 سبتمبر 1993 وأُطلق عليه السنغافوريون اسم رئيس الشعب. قرر أونغ ألا يترشح لولاية رئاسية ثانية عام 1999 ويرجع ذلك جزئيًا إلى وفاة زوجته.
بكونه عضوًا في حزب العمل الشعبي، شغل أونغ منصب نائب رئيس الوزراء، وكان رابع شخص يتولى هذا المنصب، من 2 يناير 1985 حتى 1 سبتمبر 1993 وذلك حين تنحى إس. راجاراتنام، نائب رئيس الوزراء، عن المنصب. شارك أونغ منصب نائب رئيس الوزراء مع رئيس الوزراء السابق غو تشوك تونغ.
كان أونغ قائدًا لحزب العمل الشعبي من 5 يناير 1981 إلى 1 سبتمبر 1993. كان وزيرًا للقوى العاملة من 1981 إلى 1983 ووزيرًا لتكنولوجيا المعلومات والاتصالات والفنون من عام 1978 إلى 1981، وذلك قبل استقالته من أجل المشاركة في الانتخابات الرئاسية السنغافورية لعام 1993 التي فاز بها.

## مسيرته السياسية
امتدت مسيرة أونغ السياسية 21 عامًا. كان عضوًا في البرلمان ووزيرًا ونائبًا لرئيس الوزراء، قبل استقالته ليصبح أول رئيس منتخب لسنغافورة عام 1993.
بدأ أونغ مسيرته السياسية عبر انخراطه في نشاطات الحركة الشعبية في سيليتار. قُدم بعدها إلى لي كوان يو، أول رئيس وزراء لسنغافورة.
لاحقًا، أوفده حزب العمل الشعبي ليكون مُرشحًا عن دائرة كيم كيت الانتخابية في الانتخابات العامة لعام 1972. جاء أول تعيين سياسي له بعد ثلاث سنوات، حين أصبح وزير الدولة لشؤون الاتصالات. في ذلك الوقت، دعم أونغ تطوير نظام النقل الجماعي السريع، أكبر مشروع تشييدي في تاريخ سنغافورة. خلال فترة ولايته وزيرًا للتنمية الوطنية، كان أونغ مُشجعًا ومؤيدًا لنظام النقل الجماعي السريع. أصبح لاحقًا النائب الثاني لرئيس الوزراء عام 1985.

## الأمين العام لمجلس نقابات العمال الوطني

### استبدال ليم تشي أون
في عام 1983، حل أونغ محل ليم تشي أون أمينًا عامًا لمجلس نقابات العمال الوطني. تاريخيًا، حظيت نقابات العمال غير الشيوعية بقيادة مجلس نقابات العمال الوطني «بعلاقات مريحة على نحوٍ فريد» مع الحكومة السنغافورية وحزب العمل الشعبي من خلال «نظام ثلاثي الأطراف» وكانوا حلفًا سياسيًا بارزًا في ضمان سلطة حزب العمل الشعبي في ستينيات القرن العشرين. إلا أنه في عام 1982، أعرب ليم تشي أون، وهو لا يزال أمينًا عامًا، «دون تحفظ» أن «الحزب والمجلس جاءا من أُمّ واحدة – الصراع مع الشيوعيين والمستعمرين»، أصبحت العلاقات بين النقابات والحكومة أكثر توترًا بحلول ثمانينيات القرن العشرين.
استُبعد قادة نقابيين قدماء في الحركة الشعبية من اتخاذ القرارات في قيادة المجلس العليا، الذي، بحسب تحليلات مايكل بار، أصبح تحت هيمنة تكنوقراط مُعينين بحكم الأمر الواقع من قِبل حزب العمل الشعبي ودخلاء على الحركة العمالية الشعبية. شعر لي كوان يو أن ليم، لم يكن «يسير جيدًا» في «عملية دمج نخبة الباحثين والخبراء مع قادة النقابات العاديين» في المجلس، مما سبب «اضطرابًا متزايدًا» بين قادة النقابات الشعبية. سبق ليم في هذا المنصب، ديفان ناير (كان ثالث رئيس لسنغافورة)، مؤسس مجلس نقابات العمال الوطني وعضو معروف من أعضاء حزب العمل الشعبي القدماء ذوي الميول الاشتراكية الديمقراطية؛ سبقه أيضًا، في يو كوك، قائد نقابي مؤثر كان له دور رئيسي في إقناع النقابات الصينية بالانضمام إلى مجلس نقابات العمال الوطني خلال سبعينيات القرن العشرين لكنه اضطر إلى الاستقالة عام 1980 وفر من البلاد بسبب فضيحة فساد.
على أي حال، استبعد أسلوب قيادة ليم وقيادات عليا أخرى وأكثر حداثة في المجلس، باستمرار عناصرًا من الحركات الشعبية النقابية. عارض اتحاد عمال صناعة البترول ومؤتمر مندوبي المجلس الوطني لنقابات العمال الذي يعقد كل ثلاث سنوات، على الملأ محاولات الحكومة بجعل النقابات الخاصة المنغلقة معيارًا.
في رسالة مفتوحة، أبلغ لي كوان يو، ليم أن من شأنه ترك المجلس «لتولّي وزارة حكومية» وأن «أونغ تنغ تشوينغ سيتولى عنك الأمانة العامة».
وفقًا لبار، رغم أن منصب الأمين العام «يُشغل عادة من قِبل أعضاء من مجلس الوزراء»، فقد «برز» أونغ: كان أونغ وزيرًا سابقًا للقوى العاملة ورئيسًا لحزب العمل الشعبي و«يُعتبر خليفة محتمل للي كوان يو».

## روابط خارجية
- أونج تنغ تشيونغ على موقع مونزينجر (الألمانية)